# 栗城宏
栗城 宏（くりき ひろし、1961年 - ）は、福島県出身の脚本家、演出家。劇団わらび座所属。

## 概略
2007年に文化庁新進芸術家海外留学研修制度の研修員に選ばれ、アメリカ合衆国オレゴン州アッシュランドのシェイクスピアフェスティバルで研修を受けた。
2008年に「笛じいちゃんとボクの宇宙」（脚本）(平成19-20年小学校上演)が、文化庁平成20年度本物の舞台芸術体験事業に選ばれる。2012年には秋田初の県民ミュージカル「白瀬中尉物語」の脚本・演出を手がけた。秋田大学非常勤講師。
2022年9月16日「Ｒｅｔｈｉｎｋフォーラム～視点を変えれば、世の中は変わる」出演（他、佐竹敬久、加藤夏希）。

## 主な作品

### わらび座
- 民話ミュージカル「とんと昔に、とんとんとん」脚本・演出（1998年）
- ミュージカル「テン、テン、天まで飛んで行け！」演出（脚本／如月小春）（2001年）
- ミニシアター　ミュージカル「始まりの森の物語」脚本・演出（2001年）
- 歌舞集「２１・飛翔」構成・演出
- 歌舞集「２１・飛翔」韓国公演　構成・演出（2001年）
- 歌舞集「２１・飛翔」アメリカ公演　構成・演出（2002年）
- 歌舞集「祈り・稔り・祭り」アメリカ公演　構成・演出（2006年）
- ミュージカル「笛じいさんとボクの宇宙」脚本・作詞（2007年）
- ミュージカル「小野小町」演出（脚本／内館牧子）（2007年・2013年）
- パフォーマンスバンド響「ＡＬＩＶＥ」構成・演出（2008年）
- 民話ミュージカル「カッパのパッカとはるかの夢」脚本・構成・演出（2009年）
- ミュージカル「キューピットはどこ！？～愛がけカレー物語～」脚本・演出（2010年）
- ミュージカル「未来に生きる街」脚本・構成・演出（2010年）
- ミュージカル「稲穂堂物語～あなたと生きる街～」脚本・演出（2011年・2015年）[4]
- 生き生きシアター「笑顔予報は晴れのち晴れ」脚本・演出（2012年）
- 舞踊詩「遠野物語」脚本・演出（2012年）
- ミュージカル「セロ弾きのゴーシュ」脚本・演出（原作／宮沢賢治）
- ミュージカル「リキノスケ、走る！」脚本・演出（2014年）
- ミュージカル「龍角散Presents・ゴホン！といえば」（2022年、マキノノゾミ脚本・演出[5]）

### 坊っちゃん劇場
- ミュージカル「鶴姫伝説」演出（脚本／高橋知伽江）（2009年）
- ミュージカル「誓いのコイン」演出（脚本／高橋知伽江）（2011年）
- ミュージカル「誓いのコイン」ロシア公演 演出（2012年）
- ミュージカル「道後湯の里」演出（脚本／ジェームズ三木）（2014年）

### その他
- 岩手県前沢町「桜木の約束」脚本・演出
- 岩手県山形村「虹の峠」脚本・演出・振付・作曲（2002年）
- 岩手県雫石町・町民演劇「橋場よき」演出（2004年）
- 沖縄県佐敷町ミュージカル「トンネルガジュマル物語」脚色・演出（2005年）
- あきた市民ミュージカル「なまはげのカン」脚本・演出（2005年）
- 新潟市政令指定都市記念ミュージカル「明和義人」演出（2007年）
- 花巻市民劇場第３３回「け・ん・じ・の・声・が・聞・こ・え・る～地球をめぐる風 」脚本（2009年）
- 第１回南城市民ミュージカル「太陽の門（てぃだぬじょう）」演出（2011年）
- 秋田県民ミュージカル「白瀬中尉物語～南十字星のもとへ」脚本・演出（2012年）
- 第29回国民文化祭・あきた2014開会式・オープニングフェスティバル脚本・演出[6]（2014年）